# Badminton nos Jogos Olímpicos de Verão de 2008 - Duplas masculinas
As competições de badminton da categoria duplas masculinas nos Jogos Olímpicos de Verão de 2008 em Pequim foram realizadas entre os dias 12 e 16 de agosto. 

## Medalhistas
| Ouro   | INA Markis Kido e Hendra Setiawan |
| Prata  | CHN Fu Haifeng e Cai Yun          |
| Bronze | KOR Lee Jae-jin e Hwang Ji-man    |

## Cabeças de chave
1. INA Markis Kido e Hendra Setiawan (Medalha de ouro)
2. CHN Fu Haifeng e Cai Yun (Medalha de prata)
3. KOR Jung Jae-sung e Lee Yong-dae (Primeira rodada)
4. MAS Choong Tan Fook e Lee Wan Wah (Primeira rodada)

## Chave
| 1° rodada | 1° rodada                                    | 1° rodada | 1° rodada | 1° rodada |  |   | Quartas de final                       | Quartas de final                     | Quartas de final | Quartas de final | Quartas de final |  |  | Semifinal | Semifinal                           | Semifinal | Semifinal | Semifinal |  |  | Final | Final                               | Final | Final | Final |
|           |                                              |           |           |           |  |   |                                        |                                      |                  |                  |                  |  |  |           |                                     |           |           |           |  |  |       |                                     |       |       |       |
| 1         | INA Markis Kido INA Hendra Setiawan          | 22        | 10        | 21        |  |   |                                        |                                      |                  |                  |                  |  |  |           |                                     |           |           |           |  |  |       |                                     |       |       |       |
|           | CHN Guo Zhendong CHN Xie Zhongbo             | 20        | 21        | 17        |  |   | 1                                      | INA Markis Kido INA Hendra Setiawan  | 21               | 21               |                  |  |  |           |                                     |           |           |           |  |  |       |                                     |       |       |       |
|           | MAS Koo Kien Keat MAS Tan Boon Heong         | 21        | 21        |           |  |   | MAS Koo Kien Keat MAS Tan Boon Heong   | 16                                   | 18               |                  |                  |  |  |           |                                     |           |           |           |  |  |       |                                     |       |       |       |
|           | JPN Shuichi Sakamoto JPN Shintaro Ikeda      | 12        | 16        |           |  |   |                                        |                                      |                  |                  |                  |  |  | 1         | INA Markis Kido INA Hendra Setiawan | 21        | 21        |           |  |  |       |                                     |       |       |       |
| 3         | KOR Jung Jae-sung KOR Lee Yong-dae           | 16        | 19        |           |  |   |                                        |                                      |                  |                  |                  |  |  |           | DEN Lars Paaske DEN Jonas Rasmussen | 19        | 17        |           |  |  |       |                                     |       |       |       |
|           | DEN Lars Paaske DEN Jonas Rasmussen          | 21        | 21        |           |  |   |                                        | DEN Lars Paaske DEN Jonas Rasmussen  | 17               | 21               | 21               |  |  |           |                                     |           |           |           |  |  |       |                                     |       |       |       |
|           | POL Michał Łogosz POL Robert Mateusiak       | 21        | 21        |           |  |   | POL Michał Łogosz POL Robert Mateusiak | 21                                   | 11               | 15               |                  |  |  |           |                                     |           |           |           |  |  |       |                                     |       |       |       |
|           | AUS Glenn Warfe AUS Ross Smith               | 13        | 16        |           |  |   |                                        |                                      |                  |                  |                  |  |  |           |                                     |           |           |           |  |  | 1     | INA Markis Kido INA Hendra Setiawan | 12    | 21    | 21    |
|           | INA Luluk Hadiyanto INA Alvent Yulianto      | 21        | 14        | 14        |  |   |                                        |                                      |                  |                  |                  |  |  |           |                                     |           |           |           |  |  | 2     | CHN Fu Haifeng CHN Cai Yun          | 21    | 11    | 15    |
|           | JPN Tadashi Ohtsuka JPN Keita Masuda         | 19        | 21        | 21        |  |   |                                        | JPN Tadashi Ohtsuka JPN Keita Masuda | 12               | 21               | 9                |  |  |           |                                     |           |           |           |  |  |       |                                     |       |       |       |
|           | KOR Lee Jae-jin KOR Hwang Ji-man             | 20        | 21        | 21        |  |   | KOR Lee Jae-jin KOR Hwang Ji-man       | 21                                   | 18               | 21               |                  |  |  |           |                                     |           |           |           |  |  |       |                                     |       |       |       |
| 4         | MAS Choong Tan Fook MAS Lee Wan Wah          | 22        | 13        | 16        |  |   |                                        |                                      |                  |                  |                  |  |  |           | KOR Lee Jae-jin KOR Hwang Ji-man    | 20        | 8         |           |  |  |       |                                     |       |       |       |
|           | RSA Roelof Dednam RSA Chris Dednam           | 10        | 16        |           |  |   |                                        |                                      |                  |                  |                  |  |  | 2         | CHN Fu Haifeng CHN Cai Yun          | 22        | 21        |           |  |  |       |                                     |       |       |       |
|           | USA Howard Bach USA Bob Malaythong           | 21        | 21        |           |  |   |                                        | USA Howard Bach USA Bob Malaythong   | 9                | 10               |                  |  |  |           |                                     |           |           |           |  |  |       |                                     |       |       |       |
|           | DEN Jens Eriksen DEN Martin Lundgaard Hansen | 12        | 11        |           |  | 2 | CHN Fu Haifeng CHN Cai Yun             | 21                                   | 21               |                  |                  |  |  |           |                                     |           |           |           |  |  |       |                                     |       |       |       |
| 2         | CHN Fu Haifeng CHN Cai Yun                   | 21        | 21        |           |  |   |                                        |                                      |                  |                  |                  |  |  |           |                                     |           |           |           |  |  |       |                                     |       |       |       |